# Josep Maria Alvinyà i Fornesa
Josep Maria Alvinyà i Fornesa (nascut José María Alviña Fornesa) (La Seu d'Urgell, 23 d'abril de 1925 - Barcelona, 25 de maig del 2000) fou un advocat i escriptor català. .
Llicenciat en Dret per la Universitat de Barcelona, als 19 anys amb un currículum acadèmic extraordinari, aconseguí la llicenciatura en tan sols dos cursos acadèmics.

## Família
Fill de Josep Alviñà i Ramonet i de Pietat Fornesa i Puigdemasa; pertanyia, per tant, a dues famílies urgellenques de gran renom: els Alvinyà (o Albinyà i també Auvinyà), una de les famílies més antigues de l'Alt Urgell i d'Andorra (Auvinyà - antigament Albinyà), amb membres de relleu com el Mossèn Ramon Alviñà i Planes, catedràtic de llatí i director de l'Institut de la ciutat durant 18 anys (actualment IES Joan Brudieu) o Julià Alviñà i Comenge, coronel de l'exèrcit de terra, i els Fornesa, amb membres de relleu com el seu avi Joan Fornesa i Rodergas, fundador de la Banca Fornesa, el seu oncle Mossèn Ricard Fornesa i Puigdemasa, canonge del Capítol de la Catedral d'Urgell i Bisbe suplent d'Urgell (1940-1943), o el seu cosí Ricard Fornesa i Ribó, advocat de l'Estat i, entre d'altres, President d'AGBAR, de La Caixa i de Criteria CaixaCorp. Era nebot d'Enric Canturri i Ramonet, alcalde de la Seu d'Urgell (1931-1933) i diputat al Parlament de Catalunya.
Casat amb Maria del Roser Rovira i Pagès el 1949. Del seu matrimoni naixeren tres fills: Jordi (08.02.1957), advocat; Josep Maria (10.12.1959), advocat; i Eva (09.03.1963 - 27.11.2000), poetessa. Jordi Alvinyà i Rovira ha estat alt directiu de la Generalitat de Catalunya, entre d'altres ha estat Director General de Centres Docents, Director General de Radiodifusió i Televisió i Secretari de Telecomunicacions i Societat de la Informació.

## Trajectòria professional i política
El 1949 feu el seu viatge de noces, que el menà al Brasil, l'Uruguai i l'Argentina. Fruit d'aquest viatge el matrimoni decidí quedar-se a Buenos Aires (Argentina) on residiren fins al 1951; durant aquest període exercí d'assessor jurídic en un gran hòlding del món de la construcció i immobiliari i escrigué les seves primeres obres literàries. Retornats a Catalunya, s'instal·laren a Barcelona, on obrí despatx d'advocat, el Bufet Alviñá. Aquells anys col·laborà professionalment amb les empreses dels, aleshores molt coneguts, germans Julio i Álvaro Muñoz Ramonet, amb qui tenia lligams familiars; entre d'altres, fou Secretari del Consell d'Hotel Ritz de Barcelona, S.A.. Posteriorment fundaria, amb altres persones, Braun Electric Iberica, S.A., de la que en seria el Director General fins que l'activitat fou absorbida per la matriu alemanya Braun GmbH, per a constituir Braun Española,S.A.; en el nou període mantingué els seus lligams amb la filial espanyola com a Secretari del Consell i assessor; fins que l'empresa fou adquirida per la nord-americana The Gillette Company.
A banda de les seves activitats com a professional del Dret, seguí mantenint l'activitat de directiu empresarial a empreses d'import-export, financeres, immobiliàries i d'altres sectors.
L'exercici de les seves activitats professionals el menaren a entrar en contacte amb destacades personalitats de l'oposició democràtica al règim franquista i, malgrat no haver pertangut mai a cap formació política, col·laborà activament i compromesa amb els moviments anti-franquistes, i de manera significativa amb la direcció del PSUC a l'interior del país.

## Obres literàries
D'entre la seva producció literària es pot destacar, en llengua espanyola, la novel·la "Relatos de la noche de ánimas".